# Tribu de Juda
Pour les articles homonymes, voir Juda.
 (janvier 2016).

Symbole de la tribu de Juda, États-Unis, 1896

La Tribu de Juda est une des douze tribus d'Israël citées dans la Bible. Cette Tribu descend de Juda, le fils de Jacob et Léa. C'est de cette Tribu que sont issus les rois de Juda, de la lignée de David et sera issu le Messie selon la tradition biblique et, ultérieurement, la parenté charnelle de Jésus-Christ, selon la tradition chrétienne. 
Le nom de Juda, quatrième fils de Jacob, s'écrit יהודה en hébreu. La pierre précieuse associée à Juda sur le pectoral du Grand-prêtre est une pierre appelée נֹפֶךְ diversement traduite, quelquefois par turquoise ou ailleurs par escarboucle (grenat) (Exode 28:18).
À son apogée, elle était la principale Tribu du royaume de Juda, et s'étendait sur la plus grande partie du territoire du royaume, à l'exception d'une petite région au nord-est occupée par Benjamin, et d'une enclave vers le sud-ouest occupée par Siméon.

## Effectifs de la tribu de Juda
Deux ans après la sortie d'Égypte, Moïse effectue un premier recensement et les descendants de Juda sont au nombre de 74 600. Les descendants de Juda forment une armée de 74 600 hommes.
Après la révolte de Coré, Dathan et Abiron, Moïse effectue un second recensement et les descendants de Juda sont au nombre de 76 500.
L'archéologue Donald Bruce Redford estime que les nombres donnés dans la Bible sont peu crédibles dans la mesure où ils sont trop grands.

## Territoire de la tribu de Juda
Du fait de sa taille, le territoire de la Tribu de Juda était dans la pratique divisé en quatre régions distinctes : 
- Le Néguev (en hébreu נגב, « sud ») : la partie sud du pays, qui convenait tout à fait au pâturage.
- La Shéphélah (en hébreu שפלה, « bas-pays ») : la région côtière, entre les montagnes et la Méditerranée, utilisée pour l'agriculture et particulièrement pour les céréales.
- Le désert : la région aride qui touchait immédiatement à la mer Morte et se situait au-dessous du niveau de la mer. Elle était sauvage, et à peine habitable, au point que les animaux et les personnes devenues indésirables ailleurs, comme les ours, les léopards, et les hors-la-loi, en avaient fait leur refuge. Aux temps bibliques, cette région se divisait en trois parties : le désert d'Ein Gedi[5] (en hébreu עין גדי, « source du chevreau »), le désert de Juda[6] et le désert de Ma'on[7] (en hébreu מעון, « habitation »).
- Le pays des collines : plateau élevé situé entre la Shéphélah et le désert, aux pentes rocheuses, mais très fertiles. Cette région était utilisée pour la production de blé, d'olives, de raisins et d'autres fruits, et c'est donc le pays de l'huile et du vin.

## Origines

Les douze tribus d'Israël. Le territoire de Juda apparaît en orange au bas de la carte.

Selon la Torah, la tribu a été fondée par Juda, le quatrième fils de Jacob et de Léa, dont elle a pris le nom, mais certains exégètes y voient un vaticinium ex eventu, une métaphore éponyme fournissant une étiologie des relations de la tribu avec les autres membres de la confédération israélite. Avec Léa comme matriarche, les exégètes considèrent que, pour les auteurs du texte biblique, la tribu faisait  partie de la première confédération israélite.
Dans le livre de Josué, la part du pays de Canaan qui échoit à la tribu de Juda est décrite au chapitre 15.
Comme les autres Tribus du royaume de Juda, la Tribu de Juda est absente du Cantique de Débora. Traditionnellement on l'explique en raison du trop grand éloignement du royaume du Sud, qui l'empêchait de s'impliquer dans la bataille contre les Cananéens, mais Israël Finkelstein et Neil Asher Silberman soutiennent une autre explication, selon laquelle le royaume du Sud était tout simplement une zone rurale arriérée et sans importance au moment où le poème a été écrit.

## Particularités

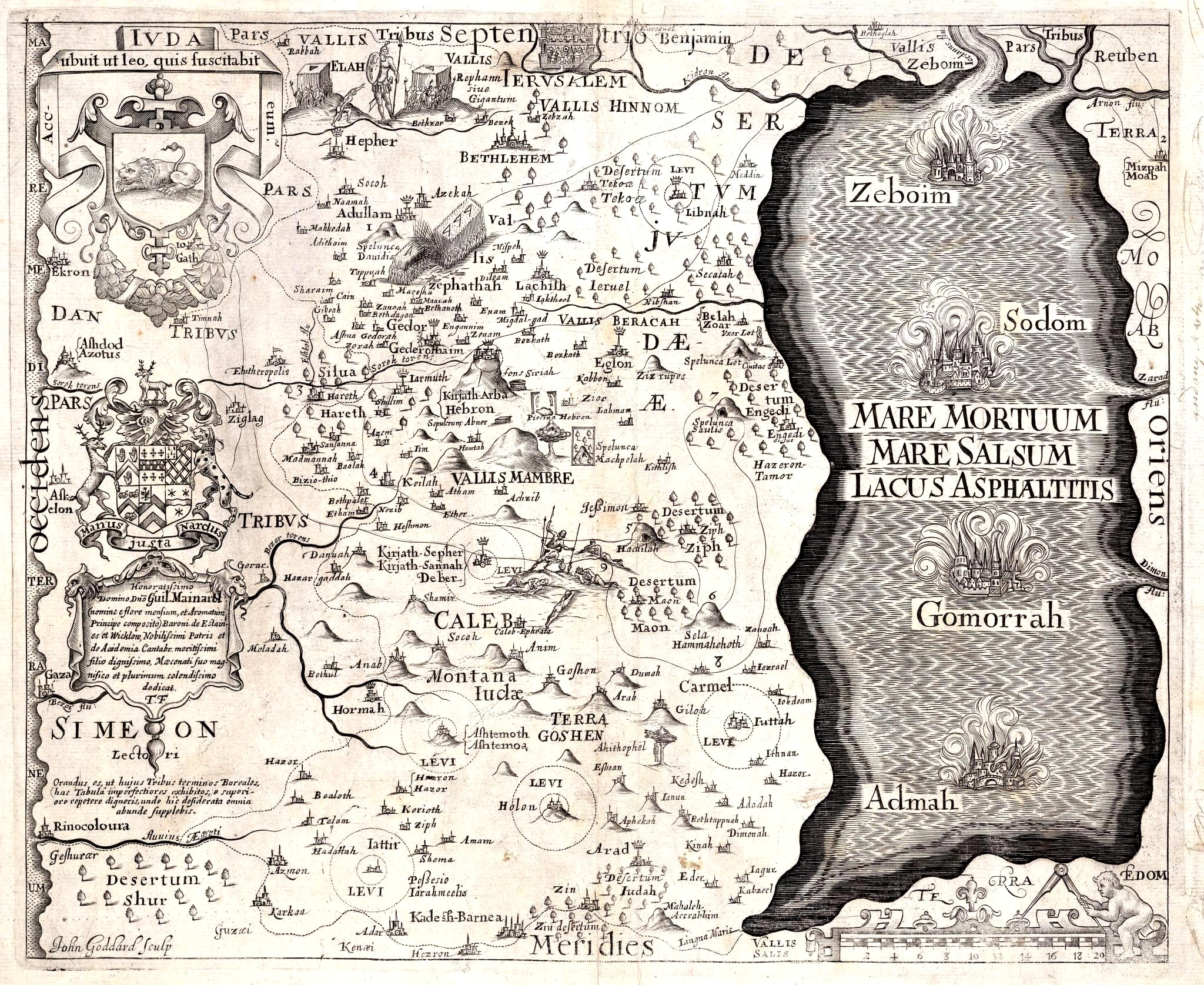
Tribu de Juda sur la Terre promise, 1869

### Origine des souverains
La Tribu de Juda avait une place à part comme Tribu principale du royaume de Juda, et c'est d'elle que venaient les souverains du Royaume (sauf les derniers rois de Judée, les Asmonéens, qui étaient des Lévites). 
Il semble que le statut royal de Juda soit prophétisé dans la bénédiction de Jacob, qui annonce que le bâton ne doit pas s'écarter de Juda, ni le sceptre sortir d'entre ses pieds... même si certains érudits y voient un vaticinium ex eventu, car ils datent le poème de quelques siècles après le Cantique de Déborah, à -800-700 environ. 
Parmi les membres de la Maison de David, la Tribu compte dans son sein David ainsi que ses ancêtres Booz, Obed, et Jessé. Selon les croyances juives, puisque la bénédiction semble promettre que Juda gouvernera toujours le royaume, le Messie (juif) devait être un membre de cette tribu.

### Origine d'autres personnages
De nombreux autres personnages importants appartenaient également à la Tribu. Certains des plus importants prophètes qui ont laissé des écrits, notamment Isaïe, ainsi qu'Amos, Habacuc, Joël, Michée, Abdias, Zacharie, et Sophonie venaient de Juda. 
Par la suite, au cours de l'exil babylonien, les Exilarques (dirigeants communautaires officiellement reconnus) étaient originaires de cette Tribu, et lorsque l'exil prit fin, on trouve dans la Tribu Zorobabel (le chef des premiers Juifs à revenir dans ce qui était devenu la Judée), Salathiel (en) (un personnage quelque peu mystérieux), et Néhémie (un des premiers et plus importants gouverneurs de Judée nommés par les Achéménides). 
À l'époque romaine, tous les titulaires du poste de Nasi (prince) après Shemaiah se disaient de la Tribu de Juda, car tous descendaient de Hillel, dont on disait que la mère était de lignée davidique (dans le judaïsme, c'est la lignée maternelle qui était la plus importante pour l'ethnicité).

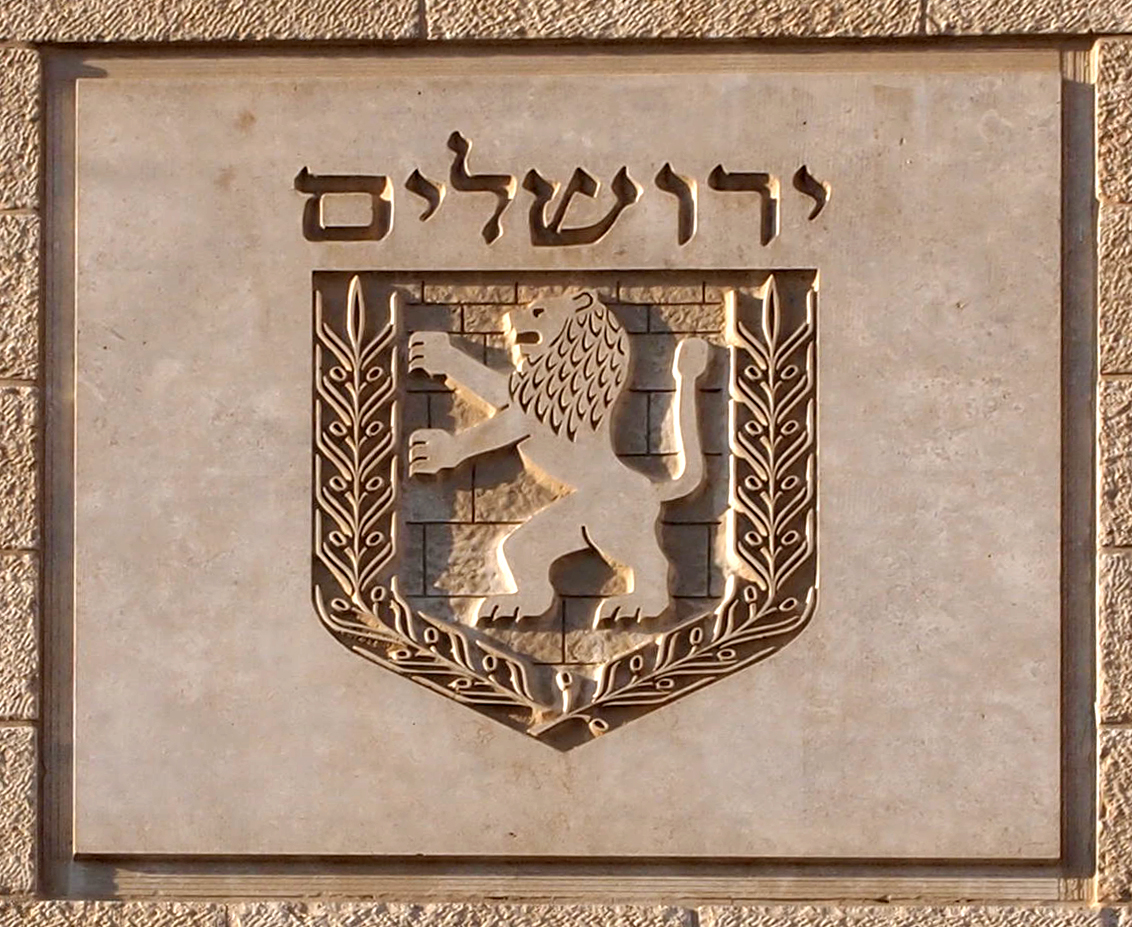
Intaille de l'emblème de Jérusalem représentant un lion figurant partout dans la ville

### Symbole
Le lion (ari en hébreu) est un symbole de la tribu de Juda et par extension, celui du peuple juif descendant de Juda. C'est un symbole national et culturel. Ainsi, il figure l'emblème de la ville de Jérusalem. 
Dans l'Apocalypse et selon la tradition chrétienne, le lion désignera Jésus-Christ (le Lion de Juda, Ap 5,5).
Le lion de Judah est repris par la culture rastafari. Il a servi de titre héréditaire aux empereurs éthiopiens dont Ménélik et Haïlé Sélassié. Il a été représenté sur le drapeau de l'Ethiopie de 1897 à 1974.

## Destinée ultérieure
Faisant partie du royaume de Juda, la Tribu de Juda survécut à la destruction d'Israël par les Assyriens, mais connut la Captivité de Babylone. Lorsque celle-ci prit fin, la distinction entre les Tribus se perdit au profit d'une identité commune. Puisque dans le Royaume de Juda, Siméon et Benjamin tenaient une place très subalterne, c'est Juda qui donna le nom identitaire - d'où est venu le mot « Juifs ». 
Selon la tradition, la plupart des Juifs actuels sont issus de la Tribu de Juda.